# Бурмак, Пётр Васильевич
Пётр Васильевич Бурмак (6 мая 1901 года — 7 июня 1969 года) — советский государственный и военный деятель, генерал-лейтенант (1944) НКВД СССР (затем МВД СССР), 6-й командующий внутренними войсками НКВД СССР (1946—1953).

## Биография
Родился 6 мая 1901 года в селе Благодатное (ныне Волновахский район, Донецкая область) в семье крестьянина. Украинец. Окончил начальную школу, работал подрядчиком, затем в родительском крестьянском хозяйстве в Благодатном. С осени 1920 года входил в состав правления сельскохозяйственной коммуны, с лета 1921 года работал в собственном хозяйстве.
В Красной армии с октября 1922 года, служил красноармейцем в Краснодарской конвойной команде, с апреля 1923 — помощником командира взвода в Майкопском конвойном отряде войсках. В августе 1925 года направлен на учёбу. В 1926 году вступил в ВКП(б).
Окончил Ульяновскую военную пехотную школу в 1927 году, после чего в сентябре 1927 года направлен на службу в пограничные войска ОГПУ СССР: помощник начальника пограничной заставы, с октября 1928 года — заместитель начальника заставы, с марта 1930 года — помощник коменданта пограничного участка, а в декабре этого же года стал инструктором подготовки 18-го Житковичского пограничного отряда Белорусского пограничного округа. В 1932 году направлен на учёбу в академию.
В 1936 году окончил Военную академию РККА имени М. В. Фрунзе. В октябре 1936 года был назначен на должность старшего руководителя тактики 4-й Саратовской школы пограничных и внутренних войск НКВД СССР. С 1 февраля 1938 года — начальник 20-го Славутского погранотряда (Каменец-Подольская область). С 15 июля 1939 года — начальником Управления пограничных войск НКВД СССР Читинского округа. С 11 марта 1940 года — начальник пограничных войск НКВД Забайкальского округа (штаб в Чите). В эти годы состоял также в депутатах Читинского областного совета депутатов трудящихся (1939—1944) и в членах Читинского обкома ВКП(б) (1940—1944).
Когда Красная Армия освободила от немецких оккупантов большую часть Украинский ССР и на её освобождённой территории был воссоздан Украинский пограничный округ, генерал Бурмак назначен 27 июля 1944 года первым начальником Управления пограничных войск Украинского округа с штабом в Львове. Наряду с принятием государственной границы под охрану и восстановлением пограничной инфраструктуры, пограничники на Украине вели ожесточённые боевые действия против формирований Украинской повстанческой армии.
30 марта 1946 года П. В. Бурмак назначен на должность начальника Главного управления внутренних войск МВД СССР, стал 6-м командующим этими войсками. В январе 1947 года внутренние войска были переданы из МВД в МГБ СССР. Во время его руководства внутренними войсками они, кроме выполнения своих обычных функций по охране объектов промышленности, вели боевые действия и специальные операции против националистического вооружённого подполья и бандформирований на Украине (УПА), в Белоруссии («Чёрный кот» и ей подобные) и в Прибалтике («Лесные братья»). Когда Главное управление внутренних войск было 3 апреля 1952 года преобразовано в Главное управление внутренней охраны МГБ СССР, генерал Бурмак остался его начальником.
19 марта 1953 года в ходе масштабной реорганизации системы государственных и силовых органов после смерти И. В. Сталина генерал П. В. Бурмак был освобождён от командования внутренними войсками, возвращён в пограничные войска и назначен заместителем начальника Главного управления пограничных войск МВД СССР. 19 декабря 1953 года был уволен в запас по состоянию здоровья.
Умер П. В. Бурмак 7 июня 1969 года. Похоронен в Киеве на Лукьяновском военном кладбище.

## Воинские звания
- Капитан (14.03.1936),
- Майор (3.08.1938),
- Комбриг (19.07.1939, минуя звание полковника),
- Генерал-майор (4.06.1940),
- Генерал-лейтенант (17.11.1944)[4].

## Награды
- 2 Ордена Ленина (25.07.1949, 29.10.1949)
- 2 Ордена Красного Знамени (3.11.1944, 29.10.1948)
- Орден Суворова II степени (21.09.1945)
- Орден Богдана Хмельницкого II степени (20.10.1944)
- 3 Ордена Красной Звезды (20.09.1943, 24.08.1949)
- Нагрудный знак «Заслуженный работник НКВД» (15.02.1941)
- медали

## Труды
- Бурмак. П. В.. Тревожные рубежи. Киев: Радянський письменник. 1964 г. — 340 стр.[5]